# Mpraeso
Mpraeso – miasto w Ghanie, stolica dystryktu Kwahu South. Szacunkowa populacja z roku 2013 wynosi 11190 mieszkańców, położone na górzystym płaskowyżu, na wysokości 367 m n.p.m., na północny zachód od stolicy kraju Akry.